# Сероспинная качурка
Сероспинная качурка (лат. Garrodia nereis) — вид морских птиц из семейства Oceanitidae, единственный представитель рода сероспинных качурок (Garrodia).
Вид распространён в субантарктических морях. Гнездится на мелких островах от Фолклендских островов на юго-западе Атлантического океана на восток до островов Чатем (Новая Зеландия). На зимовку птицы улетают ближе к континентам, наблюдаются у крайнего южного побережья Аргентины и юго-востока Австралии и Тасмании.
Мелкая птица длиной 16—19 см. Размах крыльев до 39 см. Вес тела 21—44 г, самки крупнее и тяжелее самцов. Голова и верхняя часть тела чёрные, спина серая. Горло и грудь также тёмные. Брюхо белое. Клюв и ноги чёрные. Хвост сравнительно короткий и во время полёта ноги немного выступают за кончик хвоста.
Живёт и питается в море. На суше бывает только ночью. Питается ракообразными, мелкими кальмарами и рыбой. Гнездится колониями на мелких скалистых островах. Гнездование происходит с декабря по февраль. Гнездо обустраивает в трещинах скал или норах. В гнезде одно белое с коричневыми пятнышками яйцо. Инкубация длится около 45 дней. Птенцов кормят оба родителя, которые проводят день в море, а ночью возвращаются к гнезду.